# Robert Nodar
Robert Joseph Nodar Jr. (ur. 23 marca 1916 w Brooklynie, zm. 11 września 1974 w Flushing w Queens) – amerykański polityk, członek Partii Republikańskiej.

## Działalność polityczna
W okresie od 3 stycznia 1947 do 3 stycznia 1949 przez jedną kadencję był przedstawicielem 6. okręgu wyborczego w stanie Nowy Jork w Izbie Reprezentantów Stanów Zjednoczonych.